# Trynna Finda Way
Trynna Finda Way è il sesto ed ultimo singolo dall'album Whoa, Nelly! di Nelly Furtado.
È stato pubblicato solamente in Messico, ma inserito nella colonna sonora del film The Princess Diaries ed usato nel telefilm del 2005 School of Life.

## Tracce
CD Messico
1. Trynna Finda Way